# Xã Niangua, Quận Webster, Missouri
Xã Niangua (tiếng Anh: Niangua Township) là một xã thuộc quận Webster, tiểu bang Missouri, Hoa Kỳ. Năm 2010, dân số của xã này là 1.150 người.